# Montgaillard (Landes)
Montgaillard é uma comuna francesa na região administrativa da Nova Aquitânia, no departamento Landes. Estende-se por uma área de 20,17 km². Em 2010 a comuna tinha 638 habitantes (densidade: 31,6 hab./km²).